# Pablo Mouche
Pablo Nicolás Mouche (San Martín, 11 de outubro de 1987) é um ex-futebolista argentino que atuava como atacante.

## Carreira
Iniciou no Estudiantes de Buenos Aires. Defendeu em seguida Boca Juniors, Arsenal de Sarandí por empréstimo, e o Kayserispor da Turquia.

### Palmeiras
Foi contratado pelo em 27 de julho de 2014 por cinco anos. Marcou seu primeiro gol pela equipe na vitória por 1 a 0 sobre o Avaí no Pacaembu pela Copa do Brasil de 2014.

## Seleção Argentina
Estreou pela Seleção Argentina principal em 16 de março de 2011 ante a Venezuela.

## Estatísticas
Até 16 de outubro de 2016.

### Clubes
| Clube              | Temporada         | Campeonato nacional | Campeonato nacional | Copa nacional[a] | Copa nacional[a] | Competições continentais[b] | Competições continentais[b] | Outros torneios[c] | Outros torneios[c] | Total | Total |
| Clube              | Temporada         | Jogos               | Gols                | Jogos            | Gols             | Jogos                       | Gols                        | Jogos              | Gols               | Jogos | Gols  |
| ------------------ | ----------------- | ------------------- | ------------------- | ---------------- | ---------------- | --------------------------- | --------------------------- | ------------------ | ------------------ | ----- | ----- |
| Estudiantes (BA)   | 2003-04           | 6                   | 1                   | -                | -                | -                           | -                           | -                  | -                  | 6     | 1     |
| Estudiantes (BA)   | 2004-05           | 17                  | 6                   | -                | -                | -                           | -                           | -                  | -                  | 17    | 6     |
| Estudiantes (BA)   | Total             | 23                  | 7                   | 0                | 0                | 0                           | 0                           | 0                  | 0                  | 23    | 7     |
| Arsenal de Sarandí | 2006-07           | 4                   | 1                   | 0                | 0                | 0                           | 0                           | 0                  | 0                  | 4     | 1     |
| Arsenal de Sarandí | Total             | 4                   | 1                   | 0                | 0                | 0                           | 0                           | 0                  | 0                  | 4     | 1     |
| Boca Juniors       | 2007-08           | 4                   | 0                   | 0                | 0                | 0                           | 0                           | 0                  | 0                  | 4     | 0     |
| Boca Juniors       | 2008-09           | 23                  | 1                   | 0                | 0                | 7                           | 1                           | 0                  | 0                  | 30    | 2     |
| Boca Juniors       | 2009-10           | 20                  | 2                   | 0                | 0                | 1                           | 1                           | 0                  | 0                  | 21    | 3     |
| Boca Juniors       | 2010-11           | 31                  | 2                   | 0                | 0                | 0                           | 0                           | 0                  | 0                  | 31    | 2     |
| Boca Juniors       | 2011-12           | 33                  | 7                   | 4                | 1                | 14                          | 3                           | 0                  | 0                  | 52    | 11    |
| Boca Juniors       | Total             | 111                 | 12                  | 4                | 1                | 22                          | 5                           | 0                  | 0                  | 137   | 18    |
| Kayserispor        | 2012-13           | 28                  | 7                   | 0                | 0                | 0                           | 0                           | 0                  | 0                  | 28    | 7     |
| Kayserispor        | 2013-14           | 32                  | 6                   | 2                | 0                | 0                           | 0                           | 0                  | 0                  | 34    | 6     |
| Kayserispor        | Total             | 60                  | 13                  | 2                | 0                | 0                           | 0                           | 0                  | 0                  | 62    | 13    |
| Palmeiras          | 2014              | 17                  | 2                   | 3                | 1                | -                           | -                           | -                  | -                  | 20    | 3     |
| Palmeiras          | 2015              | 5                   | 0                   | 1                | 0                | 0                           | 0                           | 1                  | 0                  | 7     | 0     |
| Palmeiras          | Total             | 22                  | 2                   | 4                | 1                | 0                           | 0                           | 1                  | 0                  | 27    | 3     |
| Lanús              | 2016              | 15                  | 1                   | 0                | 0                | 0                           | 0                           | -                  | -                  | 15    | 1     |
| Lanús              | Total             | 15                  | 1                   | 0                | 0                | 0                           | 0                           | -                  | -                  | 15    | 1     |
| Estrela Vermelha   | 2016-17           | 7                   | 0                   | 0                | 0                | 6                           | 0                           | -                  | -                  | 13    | 0     |
| Estrela Vermelha   | Total             | 7                   | 0                   | 0                | 0                | 6                           | 0                           | -                  | -                  | 13    | 0     |
| Olimpia            | 2017              | 0                   | 0                   | 0                | 0                | 0                           | 0                           | -                  | -                  | 0     | 0     |
| Olimpia            | Total             | 0                   | 0                   | 0                | 0                | 0                           | 0                           | -                  | -                  | 0     | 0     |
| Total na carreira  | Total na carreira | 243                 | 34                  | 10               | 2                | 28                          | 5                           | 1                  | 0                  | 281   | 42    |

- a. ^ Jogos da Copa Argentina
- b. ^ Jogos da Copa Libertadores
- c. ^ Jogos amistosos

## Títulos
Boca Juniors
- Campeonato Argentino: 2008-09 A, 2011-12 A
- Copa Argentina: 2011-12

Palmeiras
- Copa do Brasil: 2015

Lanús
- Campeonato Argentino: 2016